# Kofila

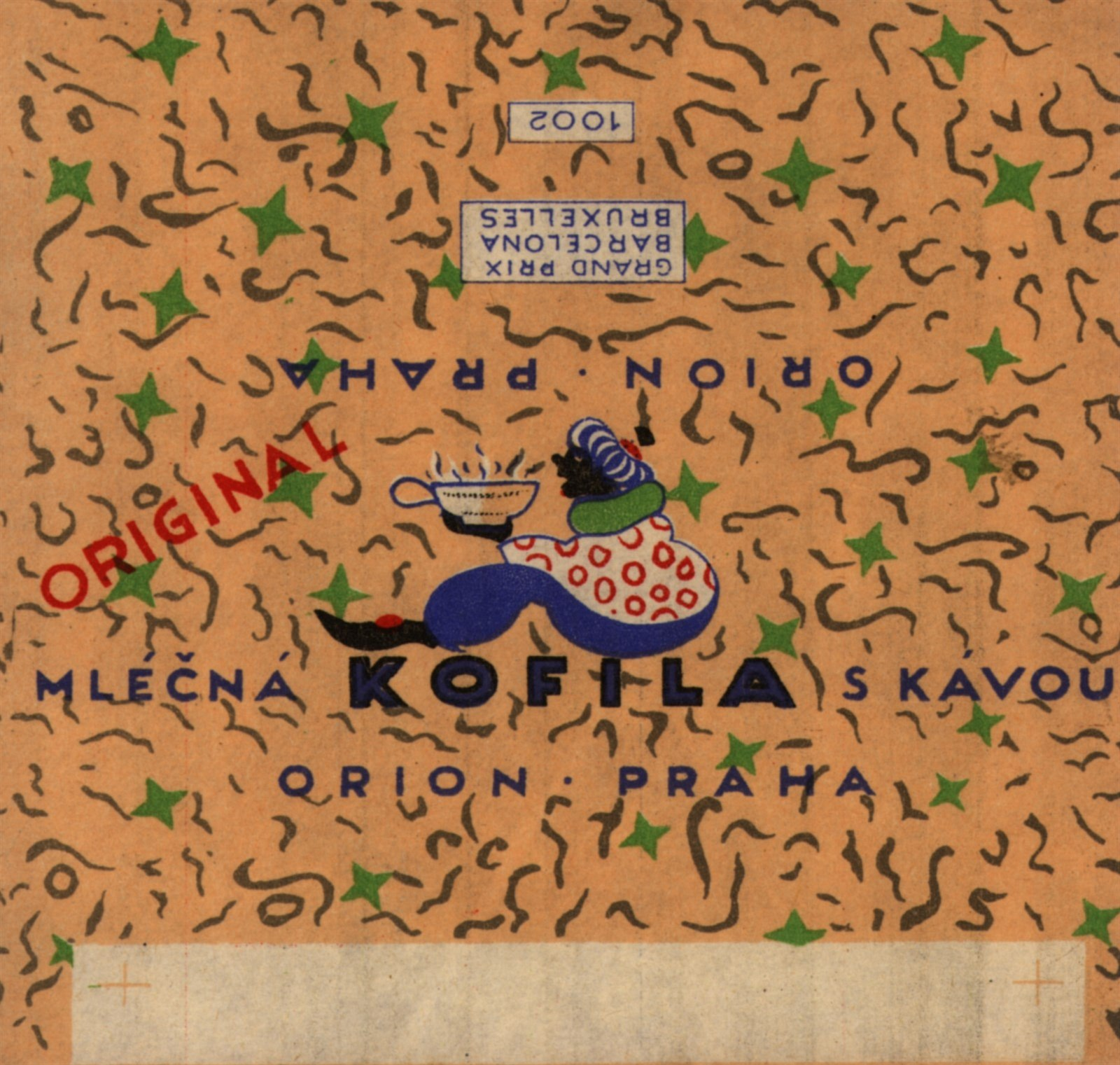
La confezione disegnata da Zdenek Rykr (1935)

Kofila è una tavoletta di cioccolato al gusto di caffè prodotta da Nestlé. Dopo Margot e Ledové Kaštany, è il terzo marchio di cioccolato più popolare dell'azienda nella Repubblica Ceca e Slovacchia.
La barreta di cioccolato iniziò a essere prodotta da Orion nel 1923. Fu allora che fu introdotta la prima confezione, disegnata da Zdenek Rykr. Era un'illustrazione con uno sfondo giallo e un mouřenín (chiamato anche Turek o Kofiláček) che beveva da una tazza di caffè. Si ispirò al turco Achmet, che fu il primo a proporre il caffè nel territorio ceco.
Nel 1965, l'illustrazione del mouřenín scomparve brevemente dalla copertina di Kofila e fu sostituita dal disegno della terza spartachiade nazionale.
Nel 2013, in occasione del 90º anniversario, è stato aggiunto il gusto latte.
Nel 2022, il mouřenín è stato sostituito da un uomo con faccia blu.